# Laron Profit
Bronta Laron Profit  (nacido el 5 de agosto de 1977 en Charleston, Carolina del Sur) es un exjugador y entrenador de baloncesto estadounidense que jugó cuatro temporadas en la NBA, además de hacerlo en la liga italiana, en la liga china, en la liga turca, en la liga portorriqueña y en la liga argentina. Con 1,96 metros de estatura, lo hacía en las posiciones de escolta y alero.

## Trayectoria deportiva

### Universidad
Profit jugó cuatro temporadas en los Terrapins de la Universidad de Maryland, donde promedió 12.5 puntos, 4.6 rebotes y 2.2 asistencias en 125 partidos totales. Finalizó su carrera en la universidad como el segundo máximo anotador de Maryland con 1.566 puntos, y como uno de los ocho jugadores con al menos 1.500 puntos y 500 rebotes (572). Profit fue nombrado en dos ocasiones Mención Honorable del All-America y fue incluido en el tercer mejor quinteto de la Atlantic Coast Conference en sus tres últimas campañas. En su tercer año en la universidad lideró su conferencia en robos de balón con 2.70 por partido y lideró a Maryland en anotación con 15.8 tantos.

### Profesional
Fue seleccionado en la 38.ª posición del Draft de la NBA de 1999 por Orlando Magic, aunque antes de que comenzara la temporada 1999-00 fue traspasado a Washington Wizards a cambio de una segunda ronda de draft de 2002. En los Wizards militó dos temporadas, en las que contó poco en los planes del entrenador. En su segundo año en el equipo capitalino promedió 4.3 puntos, 1.8 rebotes y 17.3 minutos de juego en 35 partidos, 12 de ellos como titular, siendo estadísticamente su mejor campaña en la liga.
Profit no regresó a la NBA hasta el 1 de octubre de 2004, cuando fichó como agente libre por los Wizards. Entre 2001 y 2004 jugó seis partidos en el Sutor Montegranaro de la liga italiana, formó parte de Milwaukee Bucks durante la pretemporada de 2002, y se marchó a los Guangdong Southern Tigers de la liga china en febrero de 2003, donde jugó hasta final de temporada y regresó en diciembre del mismo año. En su segunda etapa en Washington, Profit disputó 42 partidos en los que firmó 3.2 puntos y 1.8 rebotes por noche. Al finalizar la temporada fue traspasado a Los Angeles Lakers junto con Kwame Brown a cambio de Caron Butler y Chucky Atkins. Tras un periodo de un año en los Lakers fue contratado por el Efes Pilsen turco en diciembre de 2006, y posteriormente dio el salto a América, jugando en el Grises de Humacao portorriqueño en 2007 y en el Libertad Sunchales de la liga argentina (donde ganó la liga y fue nombrado MVP de las Finales) hasta 2010.

## Estadísticas de su carrera en la NBA

### Temporada regular
| Año     | Equipo       | PJ  | PT | MPP  | %TC  | %3P  | %TL  | RPP | APP | ROB | TPP | PPP |
| ------- | ------------ | --- | -- | ---- | ---- | ---- | ---- | --- | --- | --- | --- | --- |
| 1999-00 | Washington   | 33  | 1  | 6.8  | .356 | .176 | .400 | .8  | .8  | .2  | .1  | 1.5 |
| 2000-01 | Washington   | 35  | 12 | 17.3 | .394 | .269 | .733 | 1.8 | 2.5 | 1.0 | .3  | 4.3 |
| 2004-05 | Washington   | 42  | 4  | 10.2 | .438 | .286 | .640 | 1.8 | .9  | .4  | .1  | 3.2 |
| 2005-06 | L. A. Lakers | 25  | 1  | 11.2 | .476 | .167 | .875 | 1.7 | .6  | .4  | .2  | 4.2 |
| Total   | Total        | 135 | 18 | 11.4 | .419 | .236 | .712 | 1.5 | 1.2 | .5  | .2  | 3.3 |

### Playoffs
| Año   | Equipo     | PJ | PT | MPP | %TC  | %3P | %TL | RPP | APP | ROB | TPP | PPP |
| ----- | ---------- | -- | -- | --- | ---- | --- | --- | --- | --- | --- | --- | --- |
| 2005  | Washington | 3  | 0  | 1.7 | .000 | —   | —   | .3  | .3  | .0  | .0  | .0  |
| Total | Total      | 3  | 0  | 1.7 | .000 | —   | —   | .3  | .3  | .0  | .0  | .0  |